# Chrysochlorosia magnifica
Chrysochlorosia magnifica är en fjärilsart som beskrevs av William Schaus 1911. Chrysochlorosia magnifica ingår i släktet Chrysochlorosia och familjen björnspinnare. Inga underarter finns listade i Catalogue of Life.